# Kounoupeli
Kounoupeli  este un oraș în Grecia în prefectura Elida.